# 鶴山文化社
鶴山文化社（학산문화사、HAKSAN PUBLISHING, CO., LTD.）は、韓国ソウル特別市の出版社。1995年創立。
一般書・雑誌のほか、日本の作品の翻訳版を中心にマンガ・ライトノベルを数多く出版している。

## 代表的な出版物

### マンガ雑誌
- 찬스/Chance - 週刊少年マンガ誌。
- 부킹/Booking - 月刊少年マンガ誌。
- 파티/Party - 月刊少女マンガ誌。

### マンガ単行本
- 찬스 코믹스/Chance Comics

鶴山文化社のマンガ単行本の中には、"Chance"連載作品以外でも"Chance Comics"レーベルで発売されているものがある。

### 文芸誌
- ファウスト（韓国版）（파우스트） - 日本の文芸雑誌『ファウスト』の翻訳版。

### ライトノベル
- エクストリームノベル（익스트림 노벨/Extreme Novel） - 角川スニーカー文庫・電撃文庫・富士見ミステリー文庫・ファミ通文庫・EXノベルズの翻訳版のほか、韓国オリジナル作品もある。
- メイクイーンノベル（메이퀸 노벨/May Queen Novel） - 角川ビーンズ文庫・コバルト文庫の翻訳版。
- ファウストノベルズ（파우스트 노벨즈/Faust Novels） - 文芸雑誌『ファウスト』に関連する作家の作品の翻訳版。
- Book Holic - 乙一、米澤穂信、桂望実、天野節子、舞城王太郎、有栖川有栖、橋本紡の作品など。ライトノベル以外の作品も含む。